# Balázs Andor András
Balázs Andor András (Tornalja, 1918. szeptember 20. – ?) magyar vitorlázórepülő, oktató, sportoló.

## Életpálya
Egyetemi hallgatóként 1937-ben ismerkedett meg a repüléssel. 1940-ben „C” vizsgát tett. Minden szabadidejét a Hármashatárhegyen töltötte, ahol oktatói engedélyt szerzett. Hazánkban alkalmazott minden géptípussal repült. A második világháború után az OMRE oktatója lett.

## Sportegyesületei
- Alapítója a Csepeli Repülő Klubnak.
- Ipari Tanulók Repülő Klub (ITRK)
- Ganz-MÁVAG Repülő Klub

## Sportvezetőként
- Központi Repülő Klub (KRK) elnökségének tagja.
- A Magyar Repülő Szövetség vitorlázórepülő szakbizottságának vezetője.

## Sporteredmények
- 3 846 méteres magassággal országos rekordot állított fel

### Magyar bajnokság
- 1957-ben a seniorok versenyében országos 3. helyezett
- 1958-ban megnyerte a IX. Nemzeti Vitorlázórepülő Bajnokságot

## Szakmai sikerek
- 1941-ben megkapta az ezüstkoszorús jelvényt
- Nemzetközi Repülőszövetség (franciául: Fédération Aéronautique Internationale) (FAI) 27. magyarként, az 1969-ben megtartott kongresszusán Paul Tissandier diplomát adományozott részére.